# Copa Roca de 1914
A Copa Roca foi um torneio de futebol amistoso disputado entre a Seleção Brasileira e a Seleção Argentina, no dia 27 de setembro de 1914.[carece de fontes?]
Foi o primeiro título oficial da Seleção Brasileira de Futebol. 

## Regulamento
Foi realizado apenas um jogo e em solo argentino, no Estádio do Club Gimnasia y Esgrima na cidade de Buenos Aires, no dia 27 de setembro de 1914. O vencedor do confronto seria declarado o campeão da primeira Copa Roca.

## A Decisão
Brasil e Argentina marcaram o jogo de confraternização para o dia 20 de setembro de 1914. O general Julio Argentino Roca estava enfermo e viria a morrer um mês depois da partida. O estádio do Gimnasia y Esgrima, localizado no bairro de Palermo, recebeu cerca de 18 mil pessoas, maior público de uma partida de futebol em Buenos Aires. Os argentinos venceram por 3 a 0, com dois gols de Carlos Izaguirre e um de Aquiles Molfino. Devido a problemas na chegada de navio, os brasileiros jogaram desfalcados de alguns titulares, como Rubens Salles, e ficou combinado que seria apenas um amistoso, sem a taça em disputa.
Uma semana após a derrota, Brasil x Argentina voltaram a se enfrentar, agora valendo a taça da Copa Roca. O mesmo estádio do Gimnasia y Esgrima recebeu pouco mais de 17 mil pessoas. O argentino Sayanes rebateu a bola e Rubens Salles se apoderou dela, chutou forte e abriu o marcador aos 13 minutos do primeiro tempo. 
Aos 21 minutos do segundo tempo, o atacante Roberto Leonardi, que era estudante de medicina, recebeu um lançamento de Izaguirre, dominou no peito, deu um sem-pulo e empatou a partida. Antes que os brasileiros dessem a saída, o capitão argentino Galup laús se dirigiu ao árbitro, e afirmou que Leonarido ajeitou a bola com a mão e não no peito. Borghert apertou a mão do jogador argentino pela honesta atitude e ordenou a cobrança do tiro de meta. De acordo com o goleiro Marcos:
"Os argentinos só teriam que empatar conosco para serem campeões. Nós ganhávamos de 1 a 0, quando o meia-direita deles me fez um gol com a ajuda da mão. Eu tinha o sol pelas costas, e o juiz, no nariz. Não viu a irregularidade. Mas o Gallup Laus, capitão da Argentina, veio lá de trás e obrigou o companheiro a me pedir desculpas e o arbitro a anular o gol.".
Ao final da decisão, a delegação argentina declarou: "Que a vitória significava somente a justiça , pois, tendo a Argentina Julio Argentino Roca, era justo que a Copa Roca fosse parar entre os brasileiros, como lembrança concreta do seu grande amigo".  

## Detalhes
| 27 de setembro | Argentina | 0 – 1     | Brasil           | Estádio do Club Gimnasia y Esgrima, Buenos Aires, Argentina |
|                |           | Relatório | 13' Rubens Sales | Público: 17,200 Árbitro: Alberto Borgerth                   |

|            | G | Rithner         | (CA Porteño)    |
|            | D | Bernasconi      | (Estudiantes)   |
|            | D | Lanús           | (Estudiantes)   |
|            | M | Sande           | (Independiente) |
|            | M | Naón            | (Estudiantes)   |
|            | A | Leonardi        | (Estudiantes)   |
|            | A | Crespo          | (Tigre)         |
|            | A | Izaguirre       | (CA Porteño)    |
|            | A | Lamas           | (Estudiantes)   |
|            | A | Sayanes         | (GEBA)          |
|            | A | Antonio Piaggio | (CA Porteño)    |
| Treinador: |   |                 |                 |
| Rithner    |   |                 |                 |

|                               | G | Marcos       | (Fluminense)   |
|                               | D | Nery         | (Flamengo)     |
|                               | D | Píndaro      | (Flamengo)     |
|                               | M | Rubens Sales | (Paulistano)   |
|                               | M | Pernambuco   | (Fluminense)   |
|                               | M | Lagreca      | (AA São Bento) |
|                               | A | Millon       | (Paulistano)   |
|                               | A | Osvaldo      | (Fluminense)   |
|                               | A | Bartô        | (Fluminense)   |
|                               | A | Friedenreich | (Ypiranga-SP)  |
|                               | A | Arnaldo      | (Paulistano)   |
| Treinador:                    |   |              |                |
| Sylvio Lagreca e Rubens Sales |   |              |                |

## Premiação
| Copa Roca de 1914          |
| Brasil                     |
| -------------------------- |
| BRASIL Campeão (1º título) |